# Penhas Juntas
Penhas Juntas é uma povoação portuguesa sede da Freguesia de Penhas Juntas do Município de Vinhais, freguesia com 27,55 km² de área e 260 habitantes (censo de 2021), tendo, por isso, uma densidade populacional de 9,4 hab./km².

## Demografia
A população registada nos censos foi:
| Distribuição da População por Grupos Etários | Distribuição da População por Grupos Etários | Distribuição da População por Grupos Etários | Distribuição da População por Grupos Etários | Distribuição da População por Grupos Etários |
| -------------------------------------------- | -------------------------------------------- | -------------------------------------------- | -------------------------------------------- | -------------------------------------------- |
| Ano                                          | 0-14 Anos                                    | 15-24 Anos                                   | 25-64 Anos                                   | > 65 Anos                                    |
| 2001                                         | 28                                           | 31                                           | 102                                          | 104                                          |
| 2011                                         | 45                                           | 24                                           | 108                                          | 78                                           |
| 2021                                         | 35                                           | 30                                           | 115                                          | 80                                           |

## Património
- Igreja Paroquial de Penhas Juntas
- Capela de São Sebastião
- Capela de Santa Bárbara de Brito de Baixo
- Capela de São Ciriado das Eiras Maiores
- Capela de Santa Luzia de Falgueiras